# Liga de baloncesto de Lima
La Liga de Basket de Lima era hasta 2011 el campeonato más importante de baloncesto en el Perú. Desde 2006, 10 equipos participan en la liga. Los ganadores anuales de esta liga clasifican a la Liga Nacional de Basketball desde 2011.
El certamen se juega en dos ruedas bajo el sistema de todos contra todos. Los ocho primeros juegan los "play off" y los dos últimos pierden la categoría, siendo reemplazados por los mejores equipos de la Primera División del Baloncesto Peruano.

## Equipos
PRIMERA DIVISIÓN
- Circolo Sportivo Italiano
- Club de Regatas Lima
- Dinosaurios
- Universidad Nacional Mayor de San Marcos
- ADN Club
- Club Deportivo Leones
- Real Club de Lima
- Rinconada Country Club

SEGUNDA DIVISIÓN
- Asia Inmaculada
- Club Lawn Tennis de la Exposición
- Los Caballos
- Basket al Cuadrado
- EFBA
- Wolfpack
- Lima Norte Basketball Club

## Campeonatos por año
| 1997           | EOFAP                       |       |                            |
| 1998           |                             |       |                            |
| 1999           | Universidad Alas Peruanas   |       |                            |
| 2000           | Universidad Alas Peruanas   |       |                            |
| 2001           | Universidad de Lima         |       |                            |
| 2002           | Club de Regatas Lima        |       |                            |
| 2003           | Club de Regatas Lima        |       |                            |
| 2004           | Club de Regatas Lima        |       |                            |
| 2005           | Club de Regatas Lima        |       |                            |
| 2006           | Escuela Militar             |       |                            |
| 2007           | Club de Regatas Lima        |       |                            |
| 2008           | Club de Regatas Lima        |       |                            |
| 2009           | Club de Regatas Lima        |       |                            |
| 2010           | Club de Regatas Lima        | 82-70 | Real Club                  |
| 2011           | Country Club El Bosque      |       |                            |
| 2012           | Country Club El Bosque      |       |                            |
| 2013           | Real Club de Lima           |       |                            |
| 2014           | Real Club de Lima           |       | Club de Regatas Lima       |
| 2015           | Real Club de Lima           | 74–52 | Inmaculada                 |
| 2016           | Club de Regatas Lima        |       | Inmaculada                 |
| 2017           | Club de Regatas Lima        | 60–51 | Real Club de Lima          |
| 2018 Apertura  | EOFAP                       |       | Ejército Peruano           |
| 2018 Clausura  | EOFAP                       |       | Ejército Peruano           |
| 2019 Apertura  | Club de Regatas Lima        |       | Real Club de Lima          |
| 2019 Clausura  | Club de Regatas Lima        |       | Real Club de Lima          |
| 2020 Cancelada |                             |       |                            |
| 2021 Cancelada |                             |       |                            |
| 2022           | Lima Norte Basketball Club  |       | Club de Regatas Lima       |
| 2022-2023      | Club de Regatas Lima        |       | Lima Norte Basketball Club |
| 2024           | Dinosaurios Basketball Club |       | Club de Regatas Lima       |

### Campeonato 2013

#### Torneo Superior de Varones
Participaron 10 equipos con la siguiente ubicación:
1. Real Club de Lima - 28 ptos.
2. Country Club El Bosque - 24 ptos.
3. Ejército Peruano - 22 ptos.
4. Asia Inmaculada - 21 ptos.
5. Fuerza Aérea del Perú - 21 ptos.
6. Club de Regatas Lima - 20 ptos.
7. Country Club de Villa - 18 ptos.
8. Universidad Nacional Mayor de San Marcos - 14 ptos.

## Campeonatos por año (Damas)
| 1997           |                      |       |                      |
| 1998           | Universidad de Lima  |       |                      |
| 1999           |                      |       |                      |
| 2000           |                      |       |                      |
| 2001           | Club de Regatas Lima |       |                      |
| 2002           |                      |       |                      |
| 2003           |                      |       |                      |
| 2004           |                      |       |                      |
| 2005           |                      |       |                      |
| 2006           |                      |       |                      |
| 2007           | Club de Regatas Lima |       |                      |
| 2008           | Club de Regatas Lima |       |                      |
| 2009           | Club de Regatas Lima |       |                      |
| 2010           | Club de Regatas Lima |       |                      |
| 2011           | Club de Regatas Lima |       |                      |
| 2012           | Club de Regatas Lima |       |                      |
| 2013           | Club de Regatas Lima | 58-39 | Centro Naval         |
| 2014           | Real Club de Lima    |       |                      |
| 2015           |                      |       |                      |
| 2016           |                      |       |                      |
| 2017           |                      |       |                      |
| 2018 Apertura  |                      |       |                      |
| 2018 Clausura  |                      |       |                      |
| 2019 Apertura  | Club de Regatas Lima |       | Real Club de Lima    |
| 2019 Clausura  | Real Club de Lima    |       | Club de Regatas Lima |
| 2020 Cancelada |                      |       |                      |
| 2021 Cancelada |                      |       |                      |
| 2022           | Club de Regatas Lima |       | Real Club de Lima    |
| 2022-2023      | Club de Regatas Lima |       | Real Club de Lima    |

## Campeonatos por equipo

### Masculino
| Equipo                     | Campeonatos | Subcampeonatos | Años de Campeonato                                                                          |
| -------------------------- | ----------- | -------------- | ------------------------------------------------------------------------------------------- |
| Club de Regatas Lima       | 14          |                | 2000, 2002, 2003, 2004, 2005, 2007, 2008, 2009, 2010, 2016, 2017, 2019-A, 2019-C, 2022-2033 |
| Real Club de Lima          | 3           |                | 2013, 2014, 2015                                                                            |
| Country Club El Bosque     | 2           |                | 2011, 2012                                                                                  |
| EOFAP                      | 2           |                | 2018-A, 2018-C                                                                              |
| Universidad de Lima        | 1           |                | 2001                                                                                        |
| Escuela Militar            | 1           |                | 2006                                                                                        |
| Lima Norte Basketball Club | 1           |                | 2022                                                                                        |

### Femenino
| Equipo               | Campeonatos | Subcampeonatos | Años de Campeonato       |
| -------------------- | ----------- | -------------- | ------------------------ |
| Club de Regatas Lima | 4           |                | 2011, 2012, 2019-A, 2022 |
| Real Club            | 1           |                | 2019-C                   |

## Era Campeonato Metropolitano de Baloncesto

### Masculino
Por año
| 1926 | Federación Universitaria  | Escuela Naval             |
| 1927 | Federación Universitaria  | Atlético Bilis            |
| 1928 | Federación Universitaria  | Atlético Bilis            |
| 1929 | Federación Universitaria  | Atlético Bilis            |
| 1930 | No hubo torneo            | No hubo torneo            |
| 1931 | Federación Universitaria  | Atlético Nacional         |
| 1932 | Deportivo Flecha          |                           |
| 1933 | Universitario de Deportes |                           |
| 1934 | Universitario de Deportes |                           |
| 1935 | Deportivo Flecha          |                           |
| 1936 | Atlético Bilis            | Deportivo Flecha          |
| 1937 |                           |                           |
| 1938 | Atlético Bilis            |                           |
| 1939 | Circolo Sportivo Italiano | Atlético Bilis            |
| 1940 | Atlético Bilis            | Universitario de Deportes |
| 1941 | Atlético Bilis            |                           |
| 1942 | Circolo Sportivo Italiano | Atlético Bilis            |
| 1943 | Atlético Bilis            | Circolo Sportivo Italiano |
| 1944 | Circolo Sportivo Italiano | Universitario de Deportes |
| 1945 | Atlético Bilis            | Circolo Sportivo Italiano |
| 1946 | Escuela de Aeronáutica    | Circolo Sportivo Italiano |
| 1947 | Atlético Bilis            | Sporting Miraflores       |
| 1948 | Atlético Bilis            | Escuela de Aeronáutica    |
| 1949 | Atlético Bilis            | Deportivo Municipal       |
| 1950 | Universitario de Deportes | Atlético Bilis            |
| 1951 | Universidad San Marcos    | Atlético Bilis            |
| 1952 | Atlético Bilis            | Escuela de Aeronáutica    |
| 1953 | Universidad San Marcos    |                           |
| 1954 |                           |                           |
| 1955 | Universidad San Marcos    |                           |
| 1956 | Guardia Civil y Policía   |                           |
| 1957 |                           |                           |
| 1958 |                           |                           |
| 1959 |                           |                           |
| 1960 | Atlético Bilis            | Regatas Lima              |
| 1961 | Atlético Bilis            | Regatas Lima              |
| 1962 | Regatas Lima              |                           |
| 1963 |                           |                           |
| 1964 |                           |                           |
| 1965 |                           |                           |
| 1966 | Universitario de Deportes | Social Lince              |
| 1967 | Social Lince              |                           |
| 1968 | Regatas Lima              |                           |
| 1969 | Regatas Lima              |                           |
| 1970 | Regatas Lima              |                           |
| 1971 | Regatas Lima              |                           |
| 1972 |                           |                           |
| 1973 | Deportivo Field           |                           |
| 1974 | Deportivo Field           |                           |
| 1975 | Defensor Lima             |                           |
| 1976 | Defensor Lima             |                           |
| 1977 | Defensor Lima             | Deportivo Field           |
| 1978 | Deportivo Field           | Sporting Cristal          |
| 1979 |                           |                           |
| 1980 | Alianza Lima              |                           |
| 1981 |                           |                           |
| 1982 | Escuela Militar           |                           |
| 1983 | Regatas Lima              |                           |
| 1984 |                           |                           |
| 1985 |                           |                           |
| 1986 | Regatas Lima              |                           |
| 1987 | Regatas Lima              |                           |
| 1988 | Regatas Lima              |                           |
| 1989 |                           |                           |
| 1990 |                           |                           |
| 1991 |                           |                           |
| 1992 | Regatas Lima              |                           |
| 1993 |                           |                           |
| 1994 | Regatas Lima              |                           |
| 1995 | Regatas Lima              |                           |
| 1996 | Deportivo Sipesa          |                           |

Por Equipo
| Equipo                    | Campeonatos | Subcampeonatos | Años de Campeonato |
| ------------------------- | ----------- | -------------- | ------------------ |
| Club Atlético Bilis       | 13          | 7              |                    |
| Club de Regatas Lima      | 10          | 0              |                    |
| Federación Universitaria  | 5           | 2              |                    |
| UNMSM                     | 3           | 0              |                    |
| Deportivo Field           | 3           | 0              |                    |
| Defensor Lima             | 3           | 0              |                    |
| Circolo Sportivo Italiano | 2           | 4              |                    |
| Escuela de Aeronáutica    | 1           | 2              |                    |
| Alianza Lima Tigre        | 1           | 0              |                    |
| Escuela Militar           | 1           | 0              |                    |
| Deportivo Sipesa          | 1           | 0              |                    |
| Sporting Miraflores       | 0           | 1              | -                  |
| Deportivo Municipal       | 0           | 1              | -                  |
| Sporting Cristal          | 0           | 1              | -                  |
| Centro Naval              | 0           | 1              | -                  |

### Femenino
| 1974 | Country Club El Bosque    |  |      |
| 1976 | Club Deportivo Field      |  | EPEP |
| 1980 | Bancoper                  |  |      |
| 1985 | Club de Regatas Lima      |  |      |
| 1986 | Circolo Sportivo Italiano |  |      |
| 1987 | Club de Regatas Lima      |  |      |

## Cobertura
La cadena Cable Mágico Deportes tiene los derechos exclusivos